# Schutzbach
Schutzbach – miejscowość i gmina w Niemczech, w kraju związkowym Nadrenia-Palatynat, w powiecie Altenkirchen, wchodzi w skład gminy związkowej Herdorf-Daaden. Do 30 czerwca 2014 wchodziła w skład gminy związkowej Daaden.